# Агора (издавачка кућа)
Издавачка кућа „Агора” основана је септембра 2002. године са седиштем у Зрењанину. Редакција се налази у Новом Саду. Од настанка је објавила преко 450 наслова.

## Историја[1]
Издавачку кућу „Агора” основао је септембра 2002. године, песник и књижевни критичар Ненад Шапоња. Већ следеће године, објављене су и прве књиге, које су најавиле високоестетски профилисану литературу, по којој је ова кућа данас, након низа најзначајнијих награда које су добили њени аутори, суверено препознатљива у српском издаваштву. Те прве књиге су били романи Дорис Лесинг Пето дете, Мишела Фaбера Испод коже, Павла Угринова Без љубави и Кејт Мозес Зима Силвије Плат.
Агора редовно учествује на Београдском сајму књига, као и на другим важнијим сајмовима у Србији, а од 2012. године своја издања представља и на Франкфуртском сајму књига.

## Библиотеке и аутори[1]

### Агора
Идеја саме Библиотеке „Агора” јесте да објављује висококвалитетну савремену прозу значајних, савремених страних и домаћих писаца. До сада је у овој Библиотеци изашло преко осамдесет наслова, међу којима се издвајају књиге Дорис Лесинг (Пето дете, Бен у свету, Трава Пева, Марта Квест, Лето пре сумрака, Алфред и Емили, Лондонске скице, Мемоари преживеле, А посебно мачке), Алис Манро (Бекство, Животи девојака и жена, Превише среће, Голи живот, Мржња, пријатељство, удварање, љубав, брак, Поглед са Кастел Рока), Џона Барта (Опера на води, Новоградња, Изгубљен у кући смеха, Свака трећа мисао), Дејвида Фостера Воласа (Кратки разговори са огавним мушкарцима, Девојчица необичне косе), Флена О'Брајена (На реци Код ’Две птице’), Ени Пру (Лучке вести, Потаман), Кејт Мозис (Зима Силвије Плат), Мишела Фaбера (Испод коже, 199 степеника, Киша мора пасти), Ајрис Мердок (Црни принц и Пешчани замак), Џамејке Кинкејд (На дну реке, Луси, Аутобиографија моје мајке, Гле Сад Онда), Мајкла Редхила (Мартин Слуон), Џин Рис (Широко Саргашко море), Џејмса Келмана (Мораш бити опрезан у земљи слободних), Брајана Фрила (Илузионисти), Луиз Велш (Мрачна комора, Тамерлан мора умрети, Трик с метком), Мари Ндијајe (Три моћне жене, Врачара), Владимира Војновича (трилогија Живот и прикљученија војника Ивана Чонкина), Марине Степанове (Лазарове жене), Јевгенија Водолазкина (Соловјев и Ларионов), Душана Митане (Патагонија, Ноћне вести, Моје родно гробље), Исидора Блајстена (Мене никада нису пуштали да причам).

### Календар
Сличну идеју носи и концепт Библиотеке „Календар”, која представља прозне књиге најбољих савремених српских писаца. Неки од аутора ове библиотеке јесу: Павле Угринов, Владимир Пиштало, Зоран Ћирић, Владан Матијевић, Данило Николић, Ђорђе Писарев, Сава Дамјанов, Петар Милошевић, Бранко Анђић, Миодраг Кајтез, Мирко Демић, Александар Бјелогрлић.

### Поглед преко свега
Једна од носећих Агориних библиотека јесте Библиотека „Поглед преко свега”, која у међужанровском, биографском, документаристичком, мемоарском и антологијском маниру покушава да осветли најбитније феномене савремене књижевности. Библиотека је зачета истоименом књигом Павла Угринова, која представља прозно-документаристички пресек кроз уметнички, социјални и политички живот на овим просторима у последњих педесет година. Након ове, следе књиге Џејмс Џојс од А до Ж, као и прва српска епистоларна антологија под насловом Ковертирана књижевност: Лепа писма српских писаца, коју је приредио Радован Поповић, и антологијски избор Александре Изгарјан Савремене америчке књижевнице. Следе им Борхесоова деца – Антологија савремене аргентинске приче и Приче из безвремене земље – Антологија савремене аустралијске аргентинске приче, али и Девет боја Баната, антологијски избор Драшка Ређепа најзначајијих песника овог поднебља.

### Огледало
Библиотека „Огледало” покушава да негује рецепцију и вредновање српске књижевности. У њој пратимо читања Драшка Ређепа, Мирољуба Тодоровића, Зорана Ђерића, Тихомира Брајовића, Ђорђа Деспића, Бојане Стојановић Пантовић, Алена Бешића, Тање Крагујевић, Слободана Владушића, Јасмине Врбавац, Александра Лаковића, Душице Потић…

### Аријел
У Библиотеци „Аријел” објављују се избори из поезије најзначајнијих домаћих и страних песника. Српску поезију представља Тања Крагујевић, Александар Ристовић, Срба Митровић, словеначку Луција Ступица, пољску Станислав Барањчак, немачку Ханс Магнус Енценсбергер и Сара Кирш, грчку Тасос Ливадитис...

### Нова сатира
Библиотека „Нова сатира” објављује најзначајније књиге из овог, тренутно најмање повлашћеног књижевног жанра. Аутори као што су Алексадар Баљак, Слободан Симић, Раша Папеш, Раде Јовановић, или њихов теоретичарски пратилац Жарко Требјешанин, као и књижевноисторијски тумач Мирослав Егерић, упорно се боре са апсурдима земље Србије.

### Агорин крими роман
У Библиотеци „Агорин крими роман” објављени су веома ретко на српски језик превођени најзначајнији писци овога жанра. Романи Последња жалба Лизе Скотолајн, Паралелне лажи и Тело Дејвида Hејза, Ридлија Пирсона, Поглед кроз тунел Саре Паретски, Ноћно путовање и Ладан као камен Роберта Б. Паркера или Умро сам јуче и Игра не туђем терену Александре Марињине, у доброј мери превазилазе оквире жанровске литературе.

### Поглед између
Библиотека „Поглед између” покушава да ухвати неухватљиво у говору писаца о свету и делу. Замишљена је као низ дијалога са значајним писцима, а зачета је књигом Људи од речи, Гордане Драганић Нонин, која открива 33 писца и интелектуалаца у трагању за непоткупљивом истином свога времена.
Поред ових библиотека, везаних за литературу у најужем смислу, Агора издаје и књиге из области науке и медицине („Линк”) као и књиге које осветљавају различите аспекте једне локалне средине („Зрењанин”) или се баве неким од глобалних феномена („Форма”).